# Subaru Nishimura
Subaru Nishimura (西村 昴 Nishimura Subaru?), född 13 juni 2003 i Osaka prefektur, är en japansk fotbollsspelare.
Nishimura började sin karriär 2020 i Cerezo Osaka.